# 樟脑醌
樟脑醌是一种有机化合物，化学式为C10H14O2，它在牙科材料中用作光引发剂。它可由樟脑在乙酸中经二氧化硒氧化制得。它可以被次氯酸钠进一步氧化为樟脑酸。它的两个羰基(C=O)也能被氢化铝锂还原为羟基（C-OH）。